# Hieracium subglaucovirens
Hieracium subglaucovirens là một loài thực vật có hoa trong họ Cúc. Loài này được Zahn ex Johanss. & Sam. mô tả khoa học đầu tiên năm 1923.